# Соловьёв, Николай Алексеевич (футболист)
Николай Алексеевич Соловьёв (1913 или 1921 — ?) — советский футболист, нападающий.
О жизни Соловьёва известно мало. В 1938—1940 годах он играл за ленинградский «Сталинец»/«Зенит». В чемпионате СССР сыграл 32 игры (по другим данным — 35 игр), забил 6 мячей. В 1939 году вместе со «Сталинцем» дошёл до финала Кубка СССР. В 1940 играл за «Авангард».

## Достижения
- Финалист Кубка СССР 1939